# Trichius abdominalis
Trichius abdominalis är en skalbaggsart som beskrevs av Ménétriès 1832. Trichius abdominalis ingår i släktet Trichius och familjen Cetoniidae. Inga underarter finns listade i Catalogue of Life.